# Coppa dell'Imperatrice 2008 (pallavolo)
5
La Coppa dell'Imperatrice 2008 si è svolta dal 15 novembre al 23 dicembre 2008: al torneo hanno partecipato 24 squadre di club giapponesi e la vittoria finale è andata per la prima volta alle Toyota Queenseis.

## Regolamento
La competizione prevede che vi prendano parte 24 squadre, che si affrontano in gara secca per tutto il corso del torneo, dal primo turno alla finale. I club provenienti dalla V.Premier League scendono in campo solo da secondo turno.

## Partecipanti
| - Ageo Medics - Denso Airybees - Chukyo Daigaku - Fukuoka Daigaku - Fukushima Daigaku - Hiroshima Oilers - Hisamitsu Springs - Hitachi Sawa Rivale | - Kaetsu Daigaku - JT Marvelous - Kenshokai RedHearts - Kurobe AquaFairies - Kyushu Bunka Gakuen - NEC Red Rockets - Okayama Seagulls - Pioneer Red Wings | - Sanyo Redthor - Sapporo Otani - Senri Kinran Daigaku - Shigakkan Daigaku - Takefuji Bamboo - Toray Arrows - Toyota Queenseis - Tsukuba Daigaku |

## Torneo

### Primo turno
| 16 novembre 2008 ?, ? Durata: ? - Spettatori: ? | Tsukuba Daigaku     | 3 - 1 | Sanyo Redthor        | 25-12, 25-21, 23-25, 25-20        |
| 19 dicembre 2008 ?, ? Durata: ? - Spettatori: ? | Ageo Medics         | 1 - 3 | Hitachi Sawa Rivale  | 20-25, 23-25, 25-21, 16-25        |
| 22 novembre 2008 ?, ? Durata: ? - Spettatori: ? | Sapporo Otani       | 0 - 3 | Shigakkan Daigaku    | 13-25, 15-25, 21-25               |
| 15 novembre 2008 ?, ? Durata: ? - Spettatori: ? | Fukushima Daigaku   | 0 - 3 | Kurobe AquaFairies   | 22-25, 11-25, 13-25               |
| 19 dicembre 2008 ?, ? Durata: ? - Spettatori: ? | Chukyo Daigaku      | 1 - 3 | Takefuji Bamboo      | 9-25, 25-19, 15-25, 12-25         |
| 23 novembre 2008 ?, ? Durata: ? - Spettatori: ? | Fukuoka Daigaku     | 0 - 3 | Kenshokai RedHearts  | 20-25, 20-25, 21-25               |
| 23 novembre 2008 ?, ? Durata: ? - Spettatori: ? | Kyushu Bunka Gakuen | 3 - 2 | Senri Kinran Daigaku | 23-25, 25-20, 22-25, 25-20, 15-13 |
| 24 novembre 2008 ?, ? Durata: ? - Spettatori: ? | Kaetsu Daigaku      | 3 - 0 | Hiroshima Oilers     | 25-17, 25-23, 25-20               |

### Secondo turno
| 20 dicembre 2008 Todoroki Arena, Kawasaki Durata: ? - Spettatori: ? | Toray Arrows        | 3 - 0 | Tsukuba Daigaku     | 25-15, 25-17, 25-20        |
| 20 dicembre 2008 Todoroki Arena, Kawasaki Durata: ? - Spettatori: ? | Hitachi Sawa Rivale | 0 - 3 | JT Marvelous        | 22-25, 23-25, 18-25        |
| 20 dicembre 2008 Todoroki Arena, Kawasaki Durata: ? - Spettatori: ? | Pioneer Red Wings   | 3 - 0 | Shigakkan Daigaku   | 25-14, 25-10, 25-10        |
| 20 dicembre 2008 Todoroki Arena, Kawasaki Durata: ? - Spettatori: ? | Kurobe AquaFairies  | 0 - 3 | Okayama Seagulls    | 21-25, 18-25, 9-25         |
| 20 dicembre 2008 Todoroki Arena, Kawasaki Durata: ? - Spettatori: ? | Toyota Queenseis    | 3 - 0 | Takefuji Bamboo     | 25-21, 25-19, 25-19        |
| 20 dicembre 2008 Todoroki Arena, Kawasaki Durata: ? - Spettatori: ? | Kenshokai RedHearts | 0 - 3 | Denso Airybees      | 14-25, 12-25, 19-25        |
| 20 dicembre 2008 Todoroki Arena, Kawasaki Durata: ? - Spettatori: ? | Hisamitsu Springs   | 3 - 0 | Kyushu Bunka Gakuen | 25-8, 25-12, 25-12         |
| 20 dicembre 2008 Todoroki Arena, Kawasaki Durata: ? - Spettatori: ? | Kaetsu Daigaku      | 3 - 1 | NEC Red Rockets     | 33-35, 25-15, 25-19, 25-20 |

### Quarti di finale
| 21 dicembre 2008 Todoroki Arena, Kawasaki Durata: ? - Spettatori: ? | Toray Arrows      | 3 - 1 | JT Marvelous     | 18-25, 25-17, 25-22, 25-19 |
| 21 dicembre 2008 Todoroki Arena, Kawasaki Durata: ? - Spettatori: ? | Pioneer Red Wings | 3 - 0 | Okayama Seagulls | 25-23, 26-24, 25-23        |
| 21 dicembre 2008 Todoroki Arena, Kawasaki Durata: ? - Spettatori: ? | Toyota Queenseis  | 3 - 1 | Denso Airybees   | 29-27, 18-25, 25-21, 25-21 |
| 21 dicembre 2008 Todoroki Arena, Kawasaki Durata: ? - Spettatori: ? | Hisamitsu Springs | 3 - 0 | Kaetsu Daigaku   | 25-17, 25-14, 25-19        |

### Semifinali
| 22 dicembre 2008 Todoroki Arena, Kawasaki Durata: ? - Spettatori: 700 | Toray Arrows     | 2 - 3 | Pioneer Red Wings | 21-25, 25-21, 25-19, 22-25, 17-19 |
| 22 dicembre 2008 Todoroki Arena, Kawasaki Durata: ? - Spettatori: 700 | Toyota Queenseis | 3 - 1 | Hisamitsu Springs | 25-15, 25-17, 11-25, 25-19        |

### Finale
| 23 dicembre 2008 Todoroki Arena, Kawasaki Durata: ? - Spettatori: 900 | Pioneer Red Wings | 0 - 3 | Toyota Queenseis | 16-25, 17-25, 20-25 |